# Das Mond-Moor
Das Mond-Moor (Originaltitel The Moon-Bog) ist der Titel einer Kurzgeschichte des amerikanischen Schriftstellers H. P. Lovecraft, die im März 1921 geschrieben und 1926 im Pulp-Magazin Weird Tales veröffentlicht wurde.
Die erste Buchausgabe erfolgte 1943 im Sammelband Beyond the Wall of Sleep des Verlages Arkham House. Eine deutsche Übersetzung von Michael Walter erschien 1982 im 71. Band der Phantastischen Bibliothek.
Der Anlass der Erzählung war ein Treffen von Amateurautoren zum Saint Patrick’s Day in Boston im Jahre 1921.
Die Geschichte dreht sich um das Schicksal des Irischamerikaners Denys Barry, der auf das Anwesen seiner Vorfahren in Irland zurückkehrt und dort spurlos verschwindet.

## Inhalt
Ein namenloser Ich-Erzähler berichtet, dass sein Freund Denys Barry in entlegenen Regionen Irlands spurlos verschwunden ist. Auch die Bauern und Polizisten des Ortes konnten ihn nicht finden. Der Erzähler hatte ihn in Amerika kennengelernt, wo er zu Wohlstand gekommen war.
Eines Tages kauft Barry ein altes Schloss in einem verschlafenen Örtchen namens Kilderry im County Meath, um dort die Früchte seines Reichtums zu genießen. Es hatte lange seinen Ahnen gehört, stand dann aber leer und verfiel. Er lässt das Bauwerk restaurieren, so dass die Türme wieder in alter Pracht entstehen und das Efeu über die erneuerten Mauern kriecht.
Nach anfänglicher Begeisterung unter den ortsansässigen Bauern kommt es zu Schwierigkeiten, die mit der Moorlandschaft zu tun haben, in der das Schloss liegt. Da Barry sich einsam fühlt, bittet er den Erzähler, ihn zu besuchen. Als dieser das Anwesen erreicht, erblickt er in der Ferne eine seltsam leuchtende Ruine auf einem Inselchen im Moor.
Schon am Tag seiner Ankunft spürt er die Ängste der abergläubischen Bauern, die behaupten, es liege ein Fluch auf Kilderry. Sie verlassen die Gegend, weil der neue Schlossherr das Moor trockenlegen will, werden aber von Arbeitern aus dem Norden ersetzt.
Die Bauern aus Kilderry erzählen, dass man die Geheimnisse aus vorgeschichtlicher Zeit nicht lüften dürfe. Damals seien die Kinder Partholons von der Pest heimgesucht und in Tallaght begraben worden, wie im Book of Invasions beschrieben werde. Eine Stadt sei allerdings übersehen worden. Sie soll unter dem Moor liegen und von der Mondgöttin beschützt werden. Barry, der nichts von den Gerüchten hält, will das Moor erforschen, sobald es trockengelegt ist.
Während der Erzähler in seinem abgelegenen Turmzimmer einschläft, glaubt er aus der Ferne seltsame Geräusche zu hören und träumt von einer imposanten Stadt mit Marmorstatuen, Tempeln und Villen, die an das antike Griechenland erinnert. Am nächsten Morgen erfährt er, dass die Arbeiter verschlafen haben und müde wirken, obwohl sie früh zu Bett gegangen sind. Er spricht mit einigen der Männer, die sich an eigenartige nächtliche Geräusche zu erinnern glauben.
In der kommenden Nacht wacht er aus einem Albtraum auf und blickt auf das im Mondlicht liegende Tal. Schrille Flötenmusik lässt ihn einen Faunentanz denken. Zu den Klängen bewegt sich eine Schar über die Ebene, unter der sich die neuen Arbeiter und ätherische weiße Wesen befinden, die an Najaden gemahnen. Er behält dies für sich, spürt aber erstmals eine Furcht, von der auch die Bauern erfüllt waren.
In der Nacht, bevor Barry die Geheimnisse ans Licht bringen will, kommt es zur Katastrophe. Erneut wird der Erzähler von einer schrillen Musik geweckt und sieht, dass sich ein flackerndes Licht von der fernen Ruine aus über das Moor ergießt. Wie in einem zeremoniellen Tanz bewegen sich die weißlichen Naturgeister auf das Gemäuer zu, gefolgt von torkelnden Arbeitern. Eine immer größer werdende Gruppe von Nachfolgern erreicht das Wasser und versinkt im Moor. Der Erzähler läuft aus dem Schloss und bemerkt einen Lichtstrahl, der sich von der Oberfläche des Moores bis zum Mond zu erstrecken scheint. Auf ihm windet sich ein schattenartiges Wesen, das dagegen ankämpft, fortgezogen zu werden. Es ist das Abbild seines Freundes, der am nächsten Morgen verschwunden ist.

## Entstehung und Hintergrund
Ab 1919 fuhr Lovecraft mehrfach von Providence nach Boston, um dort an Amateurkongressen teilzunehmen. In der Welt des Amateurjournalismus war er bereits sehr gefragt. Im Oktober 1919 besuchte er in Boston einen Vortrag seines neuen und einflussreichen Idols Lord Dunsany. Bei einer dieser Zusammenkünfte traf er auch seine spätere Frau Sonia Greene.
Lovecraft schrieb The Moon-Bog für ein Treffen zum Saint Patrick’s Day 1921. Da die Veranstaltung eine Woche vor dem Feiertag stattfand, muss die Kurzgeschichte spätestens am 10. März abgeschlossen worden sein.
Die Autoren trafen sich in der Wohnung von Winifred Virginia Jackson in der Webster Street 20 im Bostoner Stadtteil Allston. Im Salon der Wohnung saßen sie in einem Kreis und lasen sich ihre Geschichten vor.
Für seine Erzählung erhielt Lovecraft zwar viel Zuspruch, aber nicht den ausgelobten Preis. Nach der Lesung diskutierte er mit Joseph Homer aus Roxbury. Wie er in einem Brief an Rheinhart Kleiner schrieb, ließ das philosophische Gespräch eine Runde aufmerksamer Zuhörer entstehen, von denen „zwei oder drei“ einige der verwendeten Begriffe verstehen konnten. Er sprach an dem Abend noch lange mit Edith Miniter sowie Winifred Jackson, übernachtete in der Wohnung und kehrte am nächsten Tag nach Providence zurück.
Lovecraft kannte Jackson seit spätestens 1920 und arbeitete mit ihr an etlichen Amateurprojekten. Die Kurzgeschichten The Green Meadow (1918/18) sowie The Crawling Chaos (1920/21) sind Gemeinschaftsarbeiten der beiden Autoren und gehen auf Träume Jacksons zurück.
Dunsanys zwölf Jahre später entstandener Roman The Curse of the Wise Woman beruht auf einem nahezu identischen Konzept wie The Moon-Bog, was allerdings zufällig ist. Struktur und Entwicklung des Themas sind dort wesentlich komplexer als in Lovecrafts Geschichte, die Dunsany vermutlich nicht kannte.

## Rezeption
Howard Wolf, ein Reporter des Akron Beacon Journal, traf Lovecraft 1926 in New York und sprach einen ganzen Abend lang mit ihm über unheimlich-phantastische Literatur. In einer später erschienenen Kolumne lobte er vor allem die Kurzgeschichte The Outsider  und The Tomb, fand aber auch für The Moon-Bog und The Unnamable anerkennende Worte. Es war vermutlich das erste Mal, dass Lovecraft auch außerhalb der Welt der Pulp-Magazine und der Amateurpresse erwähnt wurde.
Für Sunand T. Joshi handelt es sich hingegen um eine unbedeutende, wenig inspirierte Gelegenheitsarbeit, in der Lovecraft die  übernatürlichen Erscheinungen noch in einem klassischen Verständnis behandelt und auf pseudowissenschaftliche Begründungen verzichtet, die für seine reiferen Werken ab Cthulhus Ruf typisch sind.
Die Geschichte sei zwar atmosphärisch dicht; ihre rudimentäre Handlung – Naturgeister rächen oder verhindern die Entweihung eines Ortes – wirke aber banal.

## Textausgaben (Auswahl)
- Weird Tales, Juni 1926
- Beyond the Wall of Sleep, Arkham House, 1943

- In der Gruft und andere makabre Geschichten. Deutsch von Michael Walter, Band 71 der Phantastischen Bibliothek, Frankfurt 1982
- Cthulhu, Horrorgeschichten. Aus dem Amerikanischen von Andreas Diesel und Felix F. Frey, Festa Verlag, Leipzig 2009, ISBN 978-3-86552-066-1.